# Chrysococcyx minutillus crassirostris
Il cuculo bronzeo bianconero o cuculo bronzato delle Molucche (Chrysococcyx minutillus crassirostris Salvadori, 1878) è un uccello della famiglia Cuculidae.

## Distribuzione e habitat
Questo uccello è endemico dell'Indonesia.

## Tassonomia
Chrysococcyx minutillus crassirostris è una sottospecie di Chrysococcyx minutillus, talvolta considerata specie separata.